# Bezděkov (Toužim)
Bezděkov (německy Besikau) je malá vesnice, část města Toužim v okrese Karlovy Vary v Karlovarském kraji. Nachází se asi šest kilometrů jižně od Toužimi. Bezděkov leží v katastrálním území Bezděkov u Prachomet o rozloze 5,22 km².

## Historie
První písemná zmínka o vesnici pochází z roku 1421.

## Obyvatelstvo
| Rok            | 1869 | 1880 | 1890 | 1900 | 1910 | 1921 | 1930 | 1950 | 1961 | 1970 | 1980 | 1991 | 2001 | 2011 | 2021 |
| -------------- | ---- | ---- | ---- | ---- | ---- | ---- | ---- | ---- | ---- | ---- | ---- | ---- | ---- | ---- | ---- |
| Počet obyvatel | 179  | 191  | 193  | 207  | 190  | 205  | 198  | 98   | 55   | 62   | 44   | 42   | 32   | 38   | 45   |
| Počet domů     | 23   | 27   | 27   | 28   | 28   | 29   | 31   | 25   | 25   | 13   | 11   | 18   | 18   | 20   | 20   |

## Obecní správa
Při sčítání lidu v letech 1869–1950 Bezděkov byl samostatnou obcí, se kterým patřily nejprve do okresu Teplá, ale v roce 1950 v okrese Toužim. V letech 1961–1974 byl částí obce Prachomety v okrese Karlovy Vary. Od 1. ledna 1975 do 31. prosince 1975 byl častí obce Kosmová v okrese Karlovy Vary. Od 1. ledna 1976 je částí města Toužim v okrese Karlovy Vary.